# Арадео
Арадео (італ. Aradeo, сиц. Aradeu) — муніципалітет в Італії, у регіоні Апулія,  провінція Лечче.
Арадео розташоване на відстані близько 520 км на схід від Рима, 155 км на південний схід від Барі, 25 км на південь від Лечче.
Населення — 9597 осіб (2014).
Покровитель — святий Миколай di Mira.

## Демографія
Населення за роками:

Станом на 1 січня 2023 року в муніципалітеті офіційно проживав 261 іноземець з 41 країни, серед них 74 громадяни країн Євросоюзу та 2 громадяни України.

## Сусідні муніципалітети
- Кутрофьяно
- Галатіна
- Нев'яно
- Секлі